# Dimitrios Kallergis
Dimitrios Kallergis (in greco Δημήτριος Καλλέργης; Creta, 1803 – Atene, 8 aprile 1867) è stato un generale e politico greco.
Fu uno dei protagonisti di maggior rilievo nella rivoluzione del 3 settembre 1843.

## Biografia

### I primi anni
Kallergis nacque nel 1803 a Creta. Membro della nobile famiglia cretese dei Kallergis che faceva risalire le proprie origini all'Impero bizantino e che aveva avuto modo di distinguersi al tempo della dominazione veneziana dell'isola, rimase orfano di padre ancora in tenera età e venne preso sotto tutela dall'ambasciatore russo, il conte Karl Vasil'evič Nessel'rode, che lo fece studiare in Russia. Dopo aver completato i propri primi studi, si portò a Vienna per studiare medicina. Allo scoppio della guerra d'indipendenza greca si portò in Morea per partecipare all'insurrezione.

### La guerra d'indipendenza greca
Il 19 gennaio 1822 sbarcò coi suoi parenti Emmanuel e Nikolaos Kallergis, e l'ufficiale Valianos all'isola di Hydra portando con sé munizioni e la somma di 100.000 rubli oltre ad una lettera di raccomandazione del vescovo Ignatius Oungrovlachias.
Nell'estate del 1825 prese parte col compatriota Emmanuel Antoniadis la guida della campagna insurrezionale a Creta. Il 2 agosto di quello stesso anno, 200 rivoluzionari occuparono la fortezza di Grabusa, nella quale si erano raggruppati molti pirati. La campagna fallì, secondo il filelleno americano Samuel Gridley Howe, per l'inesperienza di Kallergis come capo.
Successivamente, partecipò alla spedizione di Georgios Karaiskakis in Rumelia dove ebbe modo di distinguersi. Nell'ottobre del 1826 prese parte al fallito attaccò guidato dal colonnello Charles Nicolas Fabvier contro Tebe.
Il 30 gennaio 1827 prese parte alla vittoriosa battaglia di Kastella ed il 20 febbraio difese strenuamente l'area delle Tre Torri che venne conquistata dagli ottomani ma dopo pesanti perdite. Venne catturato dalle forze nemiche nel corso della disastrosa battaglia di Falero, dove fu comandante dei combattenti cretesi. Infine, venne rilasciato dopo che la sua famiglia ebbe pagato una grande somma di denaro come riscatto, ma durante la sua prigionia, gli venne tagliato un orecchio dagli ottomani.

### Dopo l'indipendenza
Durante il governo di Giovanni Capodistria, Kallergis fu uno dei suoi più strenui sostenitori. Fu suo aiutante di campo e procedette all'organizzazione di un corpo di cavalleria regolare di cui divenne comandante. Dopo l'assassinio del governatore, si schierò con Agostino Capodistria e partecipò attivamente ai conflitti civili dell'epoca. Nel gennaio del 1832 combatté come ufficiale id cavalleria nelle battaglie di Argo e nel marzo di quello stesso anno nella battaglia di Loutraki dove le sue forze e quelle di Nikitaras vennero sconfitte dalle truppe di Ioannis Kolettis.
Nel contempo, entrò come ufficiale regolare nell'esercito greco e venne coinvolto in politica, aderendo dapprima al partito russo e poi a quello francese. Nel 1834, durante la reggenza bavarese e il governo di Kolettis, venne imprigionato per essere stato uno dei sostenitori del partito russo nonché uno dei principali esponenti ed aver con altri aderenti agitato il territorio greco alla rivolta.

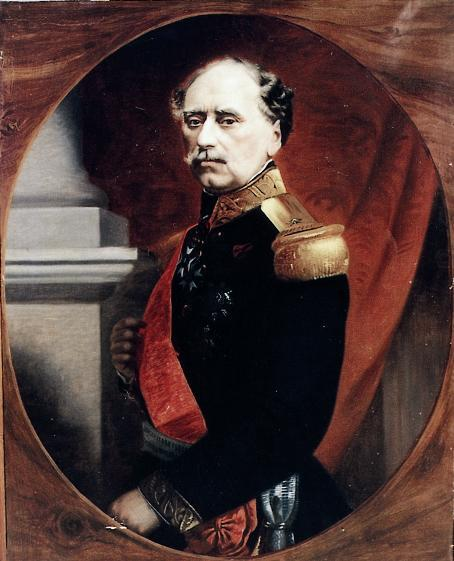
Kallergis in uniforme da maggiore generale

Nel 1843, promosso al rango di colonnello di cavalleria, fu una figura chiave della rivoluzione del 3 settembre 1843 contro re Ottone di Grecia, fatto che costrinse il re a licenziare i suoi ministri bavaresi ed a garantire una costituzione al regno. Kallergis venne nominato comandante militare della piazzaforte di Atene, promosso maggiore generale ed aiutante di campo del re. Nel 1845 decise di dimettersi dall'esercito e di abbandonare la Grecia per un incidente avvenuto tra lui e la regina Amalia. Si portò a Londra e divenne dapprima amico di Luigi Napoleone Bonaparte, nipote di Napoleone Bonaparte e futuro imperatore dei francesi, e poi si spostò con lui a Parigi, seguendo gli eventi politici di quella nazione.
Nel 1848 tornò in Grecia nella speranza di provocare una rivoluzione nel regno, ma venne catturato e poi rilasciato sull'isola di Zacinto da dove poi si riportò a Parigi nel 1853. Nel 1854, nel corso della guerra di Crimea, fu ministro della guerra nel gabinetto di Alexandros Mavrokordatos. Sino all'arrivo di Mavrokordatos, Kallergis esercitò pieni poteri in Grecia come dittatore, col pieno supporto delle truppe occupanti francesi. Il suo particolare governo provvisorio richiamò tutti gli ufficiali greci che parteciparono ai movimenti rivoluzionari anti-ottomani in Tessaglia, Epiro e Macedonia e li invitò a tornare in Grecia come reclute personali di Kallergis, mentre gli aiutanti di campo personali di re Ottone (Gennaios Kolokotronis, Spyromilios, Ioannis Mamouris e Gardikiotis Grivas) vennero licenziati.
Da ministro, Kallergis costituì la prima brigata di pompieri in Grecia. Nel settembre del 1855, venne coinvolto in uno spiacevole episodio con la coppia reale che minacciò di far cadere addirittura il governo di Mavrokordatos. Nel 1861 venne nominato ministro plenipotenziario a Parigi, prendendo parte attiva ai negoziati che seguirono la caduta della dinastia bavarese in Grecia e portarono all'ascesa del principe Giorgio di Danimarca al trono greco.
Nel 1866 prese parte al brevissimo governo di Dimitrios Voulgaris come ministro della guerra. A metà del 1866 tornò in Grecia come primo scudiere di re Giorgio I. Propose al re di assegnargli il ministero degli affari esteri, intenzionato com'era col supporto di Francia e Italia a compiere la Megali Idea, ma il sovrano non glielo concesse. Nell'estate di quello stesso anno venne eletto dai cretesi quale capo della rivolta cretese, ma a settembre rifiutò l'incarico per problemi di salute.<
Nel gennaio del 1867 venne nominato ambasciatore di Grecia negli Stati Uniti ma durante il viaggio si ammalò a Parigi e fece ritorno ad Atene, dove morì l'8 aprile di emiplegia.
Kallergis è stato presente sulla moneta commemorativa da 50 dracme coniata nel 1994 per il 150º anniversario della prima costituzione greca.